# Edicions de 1984
Edicions de 1984 és una editorial catalana nascuda a Barcelona l'any 1983, quan es constitueix com a societat anònima per Josep Cots, la seva esposa Maria Àngels Agulló, un amic seu, Jordi Rojas, i l'actriu Carme Sansa. El nom de l'editorial és un homenatge al títol de l'obra 1984 de George Orwell.

## Història
Després de publicar 15 títols, l'any 1990 els editors van decidir suspendre el projecte, tot i que va renéixer impulsat per Josep Cots, actual director editorial, com a societat limitada i amb un nou plantejament més generalista l'any 1996. L'equip el completen Laura Baena, incorporada el 2007, i Núria Miralpeix, des de l'any 2019.
Les seves primeres col·leccions foren «Temps maleïts», centrada en obres literàries contemporànies d'autors crítics amb els totalitarismes com ara Bertolt Brecht i Aleksandr Soljenitsin, i «Soldats de ploma», d'assaig i periodisme: Retorn de l'URSS d'André Gide, Deu dies que trasbalsaren el món de John Reed, o Cap de turc de Günter Wallraff que va ser el llibre més venut de la Diada de Sant Jordi del 1987.
Amb la refundació de l'editorial les col·leccions s'ampliaren amb «La clàssica», «1984 Poesia», «De bat a bat», «Butxaca 1984», i especialment «Mirmanda», centrada en la narrativa en un sentit ampli, on s'hi troba bona part del gruix de l'editorial, combinant traduccions amb la publicació d'originals en català, recuperant autors desconeguts així com descobrint nous talents. Un dels grans èxits d'aquesta col·lecció i de l'editorial va ser la publicació de la novel·la Olor de colònia de l'escriptora catalana Sílvia Alcàntara, publicada l'any 2009, que el 2014 arribaria a la xifra de 55.000 exemplars venuts. Altres autors que identifiquen l'editorial són Claudio Magris, Andrei Platónov o William Faulkner, dels quals n'han traduït el nucli de la seva obra, Jordi Lara, Raül Garrigasait, així com Walt Whitman, Àngel Guimerà i Blai Bonet, amb la publicació de la seva obra poètica completa, com també d'Arthur Rimbaud i d'Ezra Pound.
Una darrera col·lecció «Incís», dedicada a la narrativa breu, s'incorporà al catàleg el 2014. El mateix any, l'editorial guanyà el Premio nazionale per la traduzione 2013, atorgat pel Ministero della cultura d'Itàlia, per les seves traduccions al català d'autors italians d'obres de Dino Buzzati, Franco Vegliani, Tiziano Scarpa, Ignazio Silone i Massimo Lugli, entre d'altres.
Amb motiu del 40è aniversari de la seva fundació, Edicions de 1984 va publicar Guerra i pau, de Lev Tolstoi, després de deu anys de feina i 1.920 pàgines, Notre-Dame de París, de Victor Hugo, traduït per Esther Tallada (695 pàgines), i el poema èpic Els cantos, d'Ezra Pound, traduït per Joan Antoni Cerrato (1.000 pàgines).